# 内伦施泰滕
内伦施泰滕是德国巴登-符腾堡州的一个市镇。总面积6.09平方公里，总人口348人，其中男性171人，女性177人（2011年12月31日），人口密度57人/平方公里。